# وزن شعر فارسی
اوزان شعر فارسی بسیار متنوع و فراوان هستند و مهم‌ترین دلیل آن، سابقهٔ طولانی فارسی‌زبانان در سرودن شعر و دلبستگی آنان به ادبیات است. شعر فارسی اساساً دارای وزن سنتی پرکاربرد، عامیانه، نیمایی و احیاناً آزاد (سپید) است. وزن‌های شعر فارسی الگوهایی از هجاهای کوتاه و بلند هستند که در شعر فارسی به کار می‌روند و طول آن‌ها بین ۱۰ تا ۱۶ هجا متغیر است.
شعر سنتی فارسی (شعر رسمی) مبتنی بر وزن کمّی (عروضیِ) است که در مصراع‌ها تعداد هجاها برابر و در کمیت هجاها قرینه بوده و در نتیجه طول مصراع‌ها با هم برابر می‌باشد. به این معنی که در مصراعها علاوه بر برابری تعداد هجاها با هم؛ ترتیب کمیت هجاها (کوتاهی یا بلندی) نیز رعایت می‌شود. سیمین بهبهانی حدود چهل وزن بی‌سابقه یا کم سابقه را در غزلیات خود به وزن و عروض فارسی معرفی کرده است.
شعر عامیانهٔ فارسی (شعر غیررسمی) مبتنی بر وزن هجایی یا وزن تکیه‌ای ـ هجاییِ (ضربی - هجایی) بوده، که برمبنای برابری هجاها یا هجاهای تکیه‌بَر و بی‌تکیه است نه حفظ ترتیب کمیت آنها.

## اوزان شعر فارسی
اوزان عروضیِ شعر سنتی فارسی متأثر از اوزان عربی بوده، اما درعین‌حال از تمایزِ شناخته‌شده برخوردار است. امروزه برای مطالعه و آموزش اوزان شعر فارسی معمولاً تعدیلی از اوزان سنتی در نظر گرفته می‌شود که بعضی آن را «عروض علمی» می‌نامند. برای فعالیت‌های تحقیقی و تطبیقی، روش‌های جدیدی نیز ارائه شده است. اوزان شعر سنتی فارسی، در یک تقسیم‌بندی کلی، به چندین «بحر» تقسیم می‌شوند.
ساده‌ترین آن‌ها چهار بحر هزج، رمل، رجز و متقارب هستند. که در شکل ساده و یکنواختِ آن فقط به‌ترتیب با تکرار ارکان: «مفاعیلن، فاعلاتن، مستفعلن و فعولن» شکل می‌گیرند. سه بحر نخست، در شکلِ ساده و یکنواخت اما شکستهٔ آن، با تکرار ارکان: «مفاعلن، فعلاتن و مفتعلن» است. به شکل شکستهٔ این بحرها، به‌ترتیب، «هزجِ مقبوض، رملِ مخبون و رجزِ مَطوی» می‌گویند. اما همین بحرهای چهارگانه، مانند دیگر بحرها، در اَشکال متناوب و مرکب از ترکیب همین ارکان یا شکل تغییریافته و زحافات همین ارکان و اوزان با ارکانی دیگر و از ترکیب و قواعد نسبتاً پیچیده‌تری پیروی می‌کنند.
بحور شعر به متفق الارکان (با ارکان یکنواخت) و مختلف الارکان (با ارکان متناوب) تقسیم می‌شوند.
1. متّفق‌الارکان: که از تکرار افاعیل عروضی به‌دست می‌آید، دارای بحرهای: هزج، رمل، رجز، وافر، کامل، متقارب، متدارک.
2. مختلف‌الارکان: که از ترکیب یا از ترکیب و تکرار افاعیل عروضی به‌دست می‌آید، دارای بحرهای: طویل، مدید، بسیط، غریب، قریب، مُشاکِل، مضارع، مقتضب، مجتثّ سریع، و خفیف.

هر بحر ممکن است از چند گروه، و هر گروه از چند شکل منفرد یا اصطلاحاً «وزن» تشکیل شود. اوزان شعر فارسی متجاوز از ۲۵۰ وزن است، اما ۲۹ وزنِ آن بسیار پرکاربردند.

### رایج‌ترین اوزان شعر فارسی
در شعر فارسی حدود ۳۰۰ نوع وزن (= آهنگ شعر) وجود دارد. علاوه بر این، با ترکیب‌های جدید بین ارکان، اوزان متعدد دیگری هم می‌توان ساخت. رایج‌ترین وزنها سی و یک وزن است که همراه با عنوان بحور آنها در زیر به صورت الفبایی می‌آید:
۱- فاعلاتن فاعلاتن فاعلاتن فاعلاتن = بحر رمل مثمن سالم
۲- فاعلاتن فاعلاتن فاعلاتن فاعلن = بحر رمل مثمن محذوف (سومین وزن پرکاربرد شعر فارسی)
۳- فاعلاتن فاعلاتن فاعلن = بحر رمل مسدس محذوف
۴- فعلاتن فعلاتن فعلاتن فعلاتن = بحر رمل مثمن مخبون
۵- فعلاتن فعلاتن فعلاتن فعلن = بحر رمل مثمن مخبون محذوف (چهارمین وزن پرکاربرد شعر فارسی است)
۶- فعلاتن فعلاتن فعلن = بحر رمل مسدس مخبون محذوف
۷- فعلاتُ فاعلاتن فعلاتُ فاعلاتن = بحر رمل مثمن مشکول
۸- فعلاتن مفاعلن فعلاتن مفاعلن = بحر غریب مثمن مخبون
۹- فعلاتن مفاعلن فعلن = بحر خفیف مسدس مخبون (پنجمین وزن پرکاربرد شعر فارسی)
۱۰- فع‌لن فعولن فع‌لن فعولن = بحر متقارب مثمن اثلم
۱۱ فعولن فعولن فعولن فَعَل = بحر متقارب مثمن محذوف (وزن مثنویهای حماسی از جمله شاهنامه فردوسی - همچنین وزن بوستان سعدی)
۱۲- فعولن فعولن فعولن فعولن = بحر متقارب مثمن سالم
۱۳- مستفعلن فعلن مستفعلن فعلن = بحر بسیط مخبون (این وزن رواج کمتری دارد و آن را از بحور مخصوص شعر عرب ذکر کرده‌اند)
۱۴- مستفعلن مستفعلن مستفعلن مستفعلن = بحر رجز مثمن سالم
۱۵- مفاعلن فعلاتن مفاعلن فعلاتن = بحر مجتث مثمن مخبون
۱۶- مفاعلن فعلاتن مفاعلن فعلن = بحر مجتث مثمن مخبون محذوف (رایج‌ترین وزن شعر فارسی)
۱۷- مفاعیلُ مفاعیلُ مفاعیلُ فعولن = بحر هزج مثمن مکفوف محذوف
۱۸- مفاعیلن مفاعیلن فعولن = بحر هزج مسدس محذوف (هشتمین وزن پرکاربرد شعر فارسی - وزن دوبیتی)
۱۹- مفاعیلن مفاعیلن مفاعیلن مفاعیلن = بحر هزج مثمن سالم (ششمین وزن پرکاربرد شعر فارسی)
۲۰- مفتعلن فاعلات مفتعلن فع = بحر منسرح مثمن مطوی منحور
۲۱- مفتعلن فاعلن مفتعلن فاعلن = بحر منسرح مطوی مکشوف
۲۲- مفتعلن مفاعلن مفتعلن مفاعلن = بحر رجز مثمن مطوی مخبون
۲۳- مفتعلن مفتعلن فاعلن = بحر سریع مطوی مکشوف
۲۴- مفتعلن مفتعلن مفتعلن مفتعلن = بحر رجز مثمن مطوی
۲۵- مفعولُ فاعلاتُ مفاعیلُ فاعلن = بحر مضارع مثمن اخرب مکفوف محذوف (دومین وزن پرکاربرد شعر فارسی)
۲۶- مفعولُ فاعلاتن مفعولُ فاعلاتن = بحر مضارع مثمن اخرب
۲۷- مفعولُ مفاعلن فعولن = بحر هزج مسدس اخرب مقبوض محذوف
۲۸- مفعولُ مفاعلن مفاعیلن = بحر هزج مسدس اخرب مقبوض محذوف
۲۹- مفعولُ مفاعیلُ مفاعیلُ فَعَل = بحر هزج مثمن اخرب مکفوف مجبوب (وزن اصلی رباعی)
۳۰- مفعولُ مفاعیلُ مفاعیلُ فعولن = بحر هزج مثمن اخرب مکفوف محذوف (هفتمین وزن پرکاربرد شعر فارسی)
۳۱- مفعولُ مفاعیلن مفعولُ مفاعیلن = بحر هزج مثمن اخرب

## اوزان شعر نو
در شعر نوی فارسی، گاهی همان اوزان عروضیِ سنتی با کوتاه و بلند کردن نامنظم طول مصراع‌ها درون یک شعر به‌کار می‌روند (مانند اشعار مهدی اخوان ثالث و فریدون مشیری). گاهی نیز این کار همراه با ایجاد تغییرات کم و زیاد در به‌کارگیری قواعد عروض است (مانند اشعار نیما یوشیج، فروغ فرخزاد و قیصر امین‌پور).

## پژوهش‌های عروضی
از زمان شمسِ قیسِ رازی تاکنون، تلاش‌های زیادی برای توصیف علمی و تدوین نظریه در زمینهٔ وزن شعر فارسی صورت گرفته است، اما بسیاری از آن‌ها در جهت حک و اصلاح یا ترجمه و فارسی‌سازی اصطلاحاتِ به‌کار رفته است و تلاشی برای یافتن راه دیگری که انطباق بیشتری با ویژگی‌های زبان فارسی ــ که از خانوادهٔ زبان‌های هندواروپایی است و هیچ نسبتی با زبان عربی، که از خانوادهٔ زبان‌های سامی است، ندارد ــ داشته‌باشد، صورت نگرفته است.

### پژوهش‌های سنتی
خلیل‌بن احمدِ فَراهیدی (سده دوم خورشیدی) برای نخستین بار وزن کمّی را، که سده‌ها پیش از او در زبان‌های سانسکریت و هندواروپایی تدوین شده بود، بر زبان عربی منطبق کرد. قواعد او برای زبان عربی بسیار خوب است، اما شمسِ قیسِ رازی در کتاب المعجم فی معاییر اشعار العجم، و نیز محققانِ پیش از او، عیناً براساس قواعد عربی و بدون توجه به مسائل خاص زبان فارسی، اقدام به تهیهٔ قواعد عروض فارسی کردند و حتی برای نام‌گذاری وزن‌ها، از همان نام‌های عربی استفاده کردند. خواجه نصیر طوسی نیز، هرچند در معیارالاشعار سعی کرد بخش‌هایی را که نمی‌شود بر فارسی منطبق یا تحمیل کرد، نشان دهد، اما برخورد مستقل و جدیدی برای تدوین قواعد وزن‌شناسی فارسی انجام نداد.

### پژوهش‌های معاصر
از جمله کسانی که در دورهٔ معاصر به وزن شعر فارسی پرداخته و دست به پژوهش‌هایی با شیوه‌های نوین و مستقل زده‌اند، می‌توان به: پرویز ناتل خانلری، مسعود فرزاد، مهدی حمیدی شیرازی، ابوالحسن نجفی، تقی وحیدیان کامیار، لارنس پل اِلوِل ساتنِ بریتانیایی، سیروس شمیسا، حسین آهی، یدالله ثمره، علی‌اشرف صادقی، ژاله آموزگار، فین تیسنِ دانمارکی، امید طبیب‌زاده، حمید حسنی، علی‌اصغر قهرمانی مقبل، محسن ذاکرالحسینی و نگار بوبان اشاره کرد.

#### پرویز ناتل خانلری
خانلری، در کتاب وزن شعر فارسی، با روشی نو به نام‌گذاری عناصر وزن شعر فارسی پرداخته است. او پیشنهاد می‌کند به‌جای بیست‌وچهار «رکن» یا «پایه» یا «جزوِ» عروضی، ده پایه به‌کار رَوَد. این ده پایه عبارتند از: نوا، چامه، آوا، همه، خُشاوا، بِنَوا، نیکاوا، خُشنوا، ترانه، زمزمه.

#### مسعود فرزاد
مسعود فرزاد، در فصل چهارم کتاب Persian Poetic Metres‏ (اوزان شعر فارسی) (لیدن، ۱۹۴۲) و در کتاب کم‌حجم مبنای ریاضی عروض فارسی (شیراز، ۱۳۵۵)، با بررسی تعداد هجاهای ارکان عروضی، جدول‌های مختلفی را طراحی کرده است. در این جداول، رکن‌های یک‌هجایی تا شش‌هجایی آمده است. فرزاد، در فصل ششم کتاب Persian Poetic Metres‏، به تعریف «سکته» (caesura) در شعر فارسی پرداخته و آن را به دو نوع تقسیم کرده است. این فصل از کتاب او، با عنوان «اختلافات آوایی و عروضی در شعر فارسی»، با ترجمه و تحشیهٔ حمید حسنی، در مجلهٔ کیان، اردیبهشت ۱۳۷۲، چاپ شده است.

#### مهدی حمیدی شیرازی
حمیدی شیرازی، ضمن نقد شیوهٔ شمس قیس، تلاش کرد روش تازه‌ای در وزن‌شناسی نظم فارسی ابداع کند که البته پا فراتر ننهاد. او تصور می‌کرد چهار بحر جدید کشف کرده است و نام آن‌ها را «کبیر»، «صغیر»، «اخرس» و «بدیل» نهاده‌بود، اما منتقدان بعدی نشان دادند که این وزن‌ها در واقع جدید نیستند و در گذشته هم به‌کار می‌رفته‌اند.∗

#### ابوالحسن نجفی
ابوالحسن نجفی یکی از دقیق‌ترین نظام‌ها برای طبقه‌بندی وزن‌های شعر فارسی را تدوین کرده است. براساس نظامی که نجفی برای وزن شعر فارسی طراحی کرده است، حدود ۴۰۰ وزن را می‌توان طبقه‌بندی کرد. تقریباً ۲۲۰ مورد از این اوزان، بر مبنای تکرار ارکان هستند. ۱۸۰ وزن دیگر را که برمبنای تکرار ارکان مشابه نیستند، براساس یک «دایره»، که نجفی آن را طراحی کرده است می‌توان طبقه‌بندی کرد.

#### جمال صدری
در سال ۱۳۶۶، کتاب آهنگ‌شناسی، نوشتهٔ جمال صدری در زمینهٔ نام‌گذاری اوزان شعر فارسی برمبنای «نواها» _ و نه اَفاعیلِ عروض عرب _ انتشار یافت. این کتاب، از سال ۱۳۶۷ به‌بعد، در مجلات رشد ادب فارسی، نشر دانش، و ماهنامه ادبیات و فلسفه معرفی شد و در سال ۱۳۷۰ نام آن در فرهنگ عروضیِ سیروس شمیسا ذکر گردید. کتاب او در سال ۱۳۷۸ با اصلاحاتی دوباره چاپ شد، و در سال ۱۳۸۷ با افزودن یک پیوست، با نام آهنگ‌شناسی شعر فارسی چاپ و منتشر شد.

در صفحهٔ ۲۳۳ کتاب مزبور چنین آمده است: «و چون شمس قیس رازی، عجم را تابع می‌داند نه واضع، از همان آغاز، اَفاعیلِ عروض عرب را برای شناخت و نام‌گذاری شعر فارسی به‌کار می‌گیرد و بر آن تحمیل می‌نماید، غافل از این‌که دو زبان عربی و فارسی به دو خانوادهٔ زبانیِ کاملاً متفاوت تعلق دارند. واژه‌سازی در زبان عربی قالبی است، و در زبان فارسی پیوندی؛ بنابراین، اگر خلیل برای ساختن اَفاعیلِ عرب از شیوهٔ واژه‌سازی عربی پیروی نموده، لازم بود شمس قیس، یا هر عروضیِ دیگری، برای ساختن معادل‌های وزنی در عروض فارسی، روش واژه‌سازی فارسی را درنظر می‌گرفت.»
بنابر همین ضرورت در آهنگ‌شناسی پنج واژه یا واژه‌واره (نوا، آوا، بِنَوا، خُشنوا، خُشبِنَوا) برگزیده شده، که با هم‌خانواده‌های آن‌ها جمعاً بیست معادل وزنی پدید آمده و به‌وسیلهٔ آن‌ها تمام اوزان اشعار فارسی، با نظمی علمی و منطقی، به‌دست می‌آید.

این معادل‌های وزنی یا واژه‌واره‌ها، که به‌شیوهٔ واژه‌سازی فارسی (ساخت پیوندی) پدید آمده، چنین است:
نَوا (U-) ← نَوایِ (U-U)، نَواها (U--)، نَواهایِ (U--U)، نَواهایَم (U---)، نَوایِ نی (U-U-)، نَوا هَمه (UU-U)

آوا (--) ← آوایِ (--U)، آواها (---)، آواهایِ (---U)، آواهایَم (----)، آوایِ نی (--U-)، آوا هَمه (--UU)

بِنَوا (UU-) ← بِنَوایِ (U-UU)، بِنَواها (UU--)

خُشنَوا (-U-) ← خُشنَوایِ (-U-U)، خُشنَواها (-U--)

خُشبِنَوا (-UU-)

- تذکر: به پایه‌ها (معادل‌های وزنیِ) پنج‌هجایی نیازی نیست.

اکنون بیتی از سیمین بهبهانی به‌شیوهٔ جدید هجابندی و نام‌گذاری می‌شود تا تفاوتِ کار معلوم گردد:
| دوباره می‌سازمت وطن    |  | اگرچه با خشتِ جانِ خویش |
| U / - U - / - U - U - |  | نوایِ نی، خُشنَوا، نوا   |

این آهنگ به «دستگاه ناهمپایه» (نوا خُشنَوا) مربوط می‌شود و نام آن «آهنگِ نوایِ نی، خُشنَوا سه‌پایه ناقص» است. پایهٔ سوم، تکرارِ پایهٔ نخست با دو هجا کمتر است؛ به همین دلیل «ناقص» نامیده شده است.

#### ایرج کابلی
کابلی، در کتاب وزن‌شناسی و عروض، که در سال ۱۳۷۶ منتشر شده است، با نقد شمس قیس و عروض سنتی و بررسی و نقد معاصران، روش تازه‌ای را ابداع می‌کند. در این روش، وزن‌های فارسی با شماره‌گذاری بیان می‌شوند و شیوهٔ شناساییِ وزن‌ها نیز بسیار ساده است. برای نمونه، همان بیت سیمین بهبهانی:
| دوباره می‌سازمت وطن!  |  | اگرچه با خشتِ جانِ خویش |
| ستون به سقفِ تو می‌زنم |  | اگرچه با استخوانِ خویش |

در عروض سنتی و شمس‌قیسی این‌گونه نامیده می‌شود: بحرِ مُضارعِ مسدّسِ مقبوضِ مکفوفِ ابترِ محذوف یا بحرِ مُجتَثّ مسدّسِ مخبونِ مکفوفِ مرفوعِ اَحَذّ.
در روش کابلی نوشته می‌شود: ۵:۳، ۱، ۹ و خوانده می‌شود: رشتهٔ ۹بندیِ اول‌آغاز از سومین ۵بندی‌ها

#### سید نقی ابوالحسنی
سید نقی ابوالحسنی در مقاله «عروض دودویی، نام‌گذاری و طبقه‌بندی ریاضی کلیۀ وزن‌های کمی ممکن» در مجله «زبان و زبان شناسی» منتشره در  اسفند ۱۴۰۳ ،  اقدام به معرفی روشی مبتنی بر ریاضی برای نام گذاری و طبقه بندی وزن‌‌های کمی کرد. در این روش به هر وزن یک کد یکتا به نام «کد وزن» تخصیص داده می‌شود. این کد وزن در اصلی یک «عدد دودویی» است که برای راحتی به شکل «عدد مبنای شانزده» نوشته می‌شود.
در این روش هر هجای کوتاه را با (0) و هر هجای بلند را با (1) نمایش می دهیم. مثلا وزن شعر «بنی آدم اعضای یکدیگرند» ، که در عروض سنتی به شکل «فعولن فعولن فعولن فعل» نامیده می شود، در این روش با تبدیل هجاهای کوتاه به (0) و هجاهای بلند به (1) به شکل (10110110110) تبدیل می‌شود و  این عبارت، یک عدد دودویی است و عدد معادل آن در مبنای شانزده، عبارت (5B6) است. به عبارت دیگر هر وزن دارای یک کد وزنی یکتا است و این کد وزنی مستقل از تقطیع می‌باشد و همانند جدول مندلیف که هر عنصر دارای یک عدد یکتا است ، با این روش غیرقراردادی و علمی می‌توان به هر وزن یک «کد وزنی» یکتا اختصاص داد.
مهم‌ترین ویژگی‌های عروض دودویی عبارت است از : توانایی نام‌گذاری و طبقه‌بندی هر وزن ممکن، شیوه نام‌گذاری و طبقه‌بندی علمی‌ و مبتنی بر ریاضیات، یکتا بودن نام هر وزن، تبدیل ساده نام وزن به رشته وزنی و برعکس، مستقل بودن نام‌گذاری از رکن‌بندی با توجه به قراردادی بودن رکن‌بندی. این روش با توجه به ریاضی بودن می‌تواند به عنوان مبنایی برای پژوهش‌های نرم‌افزاری عروض در نظر گرفته شود، همچنین کد وزنی یکتای آن که یک عدد مبنای شانزده است، توانایی یکپارچه‌سازی اطلاعات راجع به وزن‌ها را دارد. علاوه بر این‌ موارد، می‌توان بر مبنای این کد یکتا، «فرهنگ وزن‌ها» را پدید آورد که مانند یک لغت‌نامه در آن همه وزن‌های موجود در شعر فارسی گردآوری، نام‌گذاری و طبقه‌بندی می‌شوند و هر وزن دارای پرونده‌ای حاوی اطلاعات مرتبط می‌شود.